# Ludwig Friedrich Barthel
Ludwig Friedrich Barthel (* 12. Juni 1898 in Marktbreit; †  14. Februar 1962 in München) war ein deutscher Erzähler und Essayist. Zudem war er Mitglied im Bamberger Dichterkreis sowie Bayerischer Staatsarchivar.

## Leben
Ludwig Friedrich Barthel wurde am 12. Juni 1898 als Sohn eines Bautechnikers im mainfränkischen Marktbreit geboren und besuchte von 1908 bis 1917 das Gymnasium in Würzburg. 1917/18 nahm er als Soldat am Ersten Weltkrieg teil. Anschließend studierte er von 1918 bis 1921 Germanistik und französische Geistesgeschichte an den Universitäten Würzburg und München, sowie historische Hilfswissenschaft und schloss sein Studium 1922 mit der Promotion zum Dr. phil. ab. In den folgenden Jahren absolvierte Barthel eine Ausbildung zum Archivar am Münchner Hauptstaatsarchiv. 1926 wurde er als Assessor am Staatsarchiv Würzburg eingestellt. Ab 1930 war er als Archivrat im Bayerischen Staatsarchiv in München tätig. 1941 wurde er zur Wehrmacht eingezogen.

## Künstlerisches Schaffen
Schriftstellerisch betätigte sich Barthel erstmals Ende der 1920er Jahre. Barthel gehörte 1924 neben u. a. Ernst Penzoldt und Eugen Roth zu den Gründungsmitgliedern der Künstlervereinigung „Die Argonauten“. In seinen Werken war Barthel der Neuromantik verbunden. Bekannt wurde er vor allem als Naturlyriker. Thema seiner überwiegend reimlosen Verse waren seine Kindheit und die mainfränkische Heimat. Anfang der 1930er Jahre betätigte sich Barthel auch als politischer Dichter, der den Krieg und den Nationalsozialismus in heroischen Hymnen besang (so in Dem inneren Vaterlande von 1933, mit dem er sich zur Idee der nationalsozialistischen Volksgemeinschaft bekannte und aus dem er auch Texte für eine Schallplatte einsprach, und Tannenberg. Ruf und Requiem von 1934, einer vorbehaltlosen Verklärung Hindenburgs). Diese Lyrik zählte schon bald zum nationalsozialistischen Literaturkanon. In dem damaligen Standardwerk Volkhafte Dichtung der Zeit von Hellmuth Langenbucher zitiert dieser Barthel als einen Dichter, der „aus dem Bekenntnisgrund des Deutschen, […] das neue Geschehen im innersten bejaht.“ In einer politischen Beurteilung der NSDAP-Gauleitung München-Oberbayern vom 10. Februar 1938 konnte demnach auch festgestellt werden: „Gegen die politische Zuverlässigkeit des Vorgenannten“ [Barthel] „bestehen keine Bedenken.“
Barthel war Angehöriger des Bamberger Dichterkreises, „einer sinistren Runde hitlertreuer Skribenten“, der von 1936 bis 1943 bestand. Die Entwicklung des sogenannten Dritten Reiches führte aber schließlich zu einer Enttäuschung für Barthel, so dass er wieder zu einer vorwiegend religiös motivierten Dichtung zurückkehrte, als er die Auffassung gewann, dass mit Lyrik gegen negative Zeiterscheinungen nicht anzukommen sei. Metaphysische Sehnsüchte in Gedichtform wichen schließlich einer humoristischen Sichtweise der Welt.
1942 wurde Barthel der Münchner Dichterpreis verliehen.
Nach Kriegsende wurden mehrere Schriften Barthels in der Sowjetischen Besatzungszone und in der Deutschen Demokratischen Republik auf die Liste der auszusondernden Literatur gesetzt.
In den 1950er Jahren widmete er sich der Heimatpflege und der Naturlyrik. Die Briefe seines Freundes Rudolf G. Binding brachte Barthel 1957 heraus.
Barthels Nachlass befindet sich seit dem Jahre 2007 im Monacensia Literaturarchiv in München und war dort Ende 2019 noch unbearbeitet. Dennoch erschien in den Jahren 2015 und 2016 ein Nachlassverzeichnis nach dem 2007 übergebenen Bestand, bearbeitet von Barthels Tochter Sibylle Wallner und Hans Michael Hensel, der es nach dem Tode der Tochter herausgab.

## Werke

### Romane, Erzählungen, Novellen
- Der Knabe Reim. Reim stirbt. Die Mutter. Novellen. 1933
- Das Leben ruft. Novellen. 1935
- Die goldenen Spiele. Ein Roman in Briefen. 1936
- Schi-Novelle. 1938
- Das Mädchen Phöbe. 1940
- Zwischen Krieg und Frieden 1943
- Kameraden. Zwei Erzählungen. 1944
- Runkula – Tagebuch eines Karnickels, 1954
- Hol über. Novelle. 1968
- Die Freunde. Novelle. München 1998
- Die Schwarze Gumpe. Romanfragment aus dem Nachlaß. Segnitz: Zenos 2002.

### Lyrik
- Verklärter Leib. 1926
- Gedichte der Landschaft. 1931
- Gedichte der Versöhnung. 1932
- Dem inneren Vaterlande. 1933
- Tannenberg. Ruf und Requiem. 1934
- Strandgedichte. 1936
- Komme o Tag. 1937
- Dom aller Deutschen. 1938
- Neun Gedichte nebst einer kleinen Betrachtung über das, was ein Gedicht sei. Hamburg 1938.
- Inmitten. 1939
- Komm o Knabenherrlichkeit. 1941
- Eines nur rettet noch, Liebe. 1942
- Liebe du große Gefährtin. 1944
- Blumen. 1948[8]
- Keine Danksagung. 1951
- Kelter des Friedens. 1952
- In die Weite. 1957
- Die Auferstandenen. 1958
- Das Frühlingsgedicht. 1960
- Sonne, Nebel, Finsternis. 1961
- Kniend in Gärten von Dasein. Ausgewählt und Hg. von Rudolf Ibel. Hamburg 1963.
- Ausklang. 1967

### Essays, Autobiographisches, Aphorismen
- Rede vom inneren Vaterland. 1941
- Vom Eigentum der Seele. 1941
- Alte und neue Wege zur Heimatkultur. 1950
- Am Fenster der Welt. Aphorismen. 1968
- Stücke des Lebens. Ein Bericht. Drei Teile, Düsseldorf: Diederichs 1969–1971.
- Zwischen Zürich und Locarno. Eine literarische Reise im Jahre 1941. Segnitz: Zenos 2006.
- Traum Gottes. Religiös-philosophische Studie aus dem Nachlaß, geschrieben 1943/44. Segnitz: Zenos 2008.

### Übersetzung
- Sophokles: Antigone. Zweisprachige Ausgabe. 1926, 1942.

### Herausgebertätigkeit
- Würzburg eine Provinzstadt? oder die kulturelle Sendung Würzburgs. 1927
- Der Kampf um das Reich in zwölf Jahrhunderten deutscher Geschichte. 1937
- Eduard Mörike: Werke. (2 Bände, Insel Verlag 1938, mit Geleitwort) 1938
- Rede vom inneren Vaterland., 1941
- Der Seher des Vaterlandes. Die Welt Hölderlins. Eine Auswahl. 1944
- Das war Binding. 1955
- Rudolf G. Binding: Die Briefe. 1957